# 普里多利尼夫卡
48°07′17″N 35°20′51″E / 48.12139°N 35.34750°E
普里多利尼夫卡（烏克蘭語：Придолинівка）是位於烏克蘭東南部的村莊，由扎波羅熱州扎波羅熱区的彼得羅-米哈伊利夫卡市鎮負責管轄。該村面積0.13平方公里，2001年人口44，人口密度每平方公里341.1人。